# 実況パワフルプロ野球2000開幕版
『実況パワフルプロ野球2000開幕版』（じっきょうパワフルプロやきゅう2000かいまくばん）は2000年7月19日にコナミから発売されたプレイステーション用野球ゲームである。

## モード説明

### サクセスモード
同年に発売された『実況パワフルプロ野球7』と同じくプロ野球を舞台とするサクセスだが、パワプロ7と違って2軍生活をメインとしたサクセスであり、定期的に短期間だけ1軍昇格することはあるものの3年目終了まで一軍定着することはなく、また、球団別の登場人物、固有イベントなど差別化されておらず、全球団共通である。
シナリオはサイドA、Bの2種類のルートが選べ、サイドAは、ファンサービスを重視するプロ野球選手としてのサクセスと、サイドBでは結果がすべての実力主義のサクセスがあり、サイドAは難易度は低いがイベントでレアな特殊能力が狙え、サイドBは難易度は高いもののその分能力の高い選手が作成でき、2軍メインながらも楽しめる内容となっている。

### 登場人物

#### 選手
主人公（パワプロくん）
ドラフト下位で入団する。今作の主人公はガンダーロボに詳しかったり、従来の主人公よりややオタク気質な一面が見られる。
矢部明雄
シリーズおなじみの主人公の相棒、主人公と同じくドラフト下位で入団する。
猪狩守
今作では敵としてではなく主人公の選択した球団の同僚となるが、早々に一軍昇格するためやや出番が少なめであり、一軍昇格機会の多いサイドBでは勝負イベントが多いものの、2軍暮らしの長いサイドAでは登場イベントもたまたま居合わせた主人公に嫌味を言って煽ってくるのがほとんどである。
逆井
主人公の先輩、何かとアドバイスをくれる面倒見のよい先輩。ポジションはセカンド。
伊沢
主人公の先輩、逆井とは正反対の性格をした意地の悪いキャラであり、度々主人公と矢部をイジメ、拷問イベントなどのパワハラぶりで知名度は低いもののシリーズでも屈指の悪人。その素行の悪さから2年目に解雇される。ポジションは主人公が選んだポジションで一軍昇格の椅子を奪い合う。『パワプロ10超決定版』のサクセスオールスターズ編にも登場する。
菊田
主人公の先輩、ほのぼのとしてどこか掴みどころの無いキャラ。ポジションはファースト。
杉原貴一
2年目に入団する後輩。『パワプロ'98』に登場した帝都大学付属高校出身で甲子園出場している。真面目な人柄だがやたら話が長い。ポジションはショート。
村中
2年目に入団する後輩。杉原と同じく甲子園出場経験者で、文学的な性格からその事を綴った「私の中の栄光と影」という自伝がある。ポジションは外野。
リチャード
鳴り物入りで入団した助っ人外人だがスランプに苦しみ二軍に降格する。猪狩との勝負するイベントで復活するが負けるとそのまま退団してしまう。ポジションは捕手、その他に内外野も守れる。
坂崎
3年目に入団する後輩。金髪の見た目や女にもてたいという理由でプロに入ったと語るなど一見軽薄そうに見えるが、即戦力レベルの実力で、神社で練習していたり、実は陰で努力を惜しまない人物。先輩の阿畑やすしからナックルを教えてもらった過去があり、それを主人公に伝授するイベントがある。ポジションは伊沢と同じく主人公が選んだポジション。『パワプロ10超決定版』のサクセスオールスターズ編にも登場する。

#### 球団関係者
益田
2軍監督を務めており、彼の評価を上げ一軍昇格を目指すのがサクセスクリアの条件となる。また持病持ちであり、場合によっては途中退団してしまう。
兵田
2軍総合コーチ、彼の評価がないと2軍の試合に出られない。現役時代は名内野手であった。
加納
2軍投手コーチ。クールな理論派コーチ。引退後もマダム層に人気が高い。
大谷
2軍打撃コーチ。いわゆる熱血コーチ、現役時代は本塁打王を獲得したこともあり、引退した今でも現役さながらの豪快な打球を飛ばす。
一軍監督
常に後ろ姿で登場する。
オーナー
主人公が所属する球団のオーナー。サイドAでは選手を可愛がる好々爺であるが、結果主義のサイドBでは厳しい性格に一変する。
木乃花 冴子
益田の後任として就任する女性監督。イベントで威圧感を習得できる。

#### 彼女候補
祥子
幼稚園の保母さんでおしとやかな性格をした女性。主要キャラ以外では珍しくオープニングに登場する。
篠原さやか
日刊パワフルスポーツの記者で主人公の所属球団の担当を務める。サバサバした性格で初対面で主人公に馴れ馴れしい人と言われる。
ナオミ
スナック「とまり木」で働くチーママ。ちなみに、このスナックのママは『実況パワフルプロ野球99開幕版』の彼女候補として登場した絵美里。

#### その他
ばあちゃん
主人公の祖母。
典子
ファンの小学生。
大地
典子の弟。なぜか怪獣の着ぐるみを着ている。
浅見健太
小学6年の野球少年。将来の夢はプロと言うだけあってエースで4番となかなかの実力を持つ。プロの主人公相手に勝負を挑むイベントがあり、その際プロ顔負けのチェンジアップを投げる。『パワプロ10超決定版』のサクセスオールスターズ編にも登場する。また、『THE BASEBALL 2003 バトルボールパーク宣言 パーフェクトプレープロ野球』のエンペラーカップモードの対戦チーム「青空少年野球部」にも同名の選手が登場し、さらに兄弟と思われる浅見雄太も登場する。
ダイジョーブ博士
シリーズおなじみのマッドサイエンティスト。
クリスティ加藤
今作に登場する看護婦。

## 「決定版」の変更点
- オープニングムービーが追加。
- 2000年度ペナントレース12球団全試合分のスコアを収録。
- 『パワプロ7決定版』と同様に、西武ライオンズの松坂大輔が自身の道路交通法違反事件により収録されていない。